# Macrogomphus borikhanensis
Macrogomphus borikhanensis är en trollsländeart som beskrevs av Fraser 1933. Macrogomphus borikhanensis ingår i släktet Macrogomphus och familjen flodtrollsländor. IUCN kategoriserar arten globalt som otillräckligt studerad. Inga underarter finns listade i Catalogue of Life.